# Eymür

Das Zeichen der Eymür

Die Eymür waren ein oghusischer Stamm.
Mahmud al-Kāschgharī erwähnte sie unter dem Namen Eymür als einen der 24 oghusischen Stämme. Als Totemtier hatten sie einen Baumfalken. Ihr Stammesname bedeutet im Alttürkischen im besten Zustand.